# Tour de France 2014
Tour de France 2014 byl 101. ročník nejslavnějšího cyklistického závodu světa – Tour de France. První tři etapy se jely v Anglii. Závodníci projížděli skrze některá největší a historická města, včetně opevněného města York. Takzvaný Grand Départ se konal 5. července 2014 ve městě Leeds a skončil v lázeňském městě Harrogate. Poslední třetí etapu v Anglii ukončilo město Londýn.

## Týmy
Na start nastoupilo celkem dvacet dva týmů:
| - Ag2r La Mondiale - Astana Pro Team - Belkin Pro Cycling Team - BMC Racing Team - Bretagne-Séché Environnement ● - Cannondale Pro Cycling - Cofidis ● - FDJ - Garmin Sharp - Giant-Shimano - IAM Cycling ● | - Lampre-Merida - Lotto Belisol - Movistar Team - Omega Pharma-Quickstep - Orica-GreenEDGE - Team Europcar - Team NetApp-Endura ● - Team Sky - Team Tinkoff-Saxo - Trek Factory Racing - Kaťuša Team |

● kontinentální týmy (týmy, které nebyly součásti ProTour)

## Trať
Celkem bylo naplánováno 21 etap dlouhých 3656 kilometrů. Na závodníky čekalo 9 rovinatých, 5 kopcovitých a 6 horských etap s 5 dojezdy na vrcholu.
| Etapa | Datum        | Trasa                                        | Vzdálenost    | Typ           | Typ                  | Vítěz                |               |
| ----- | ------------ | -------------------------------------------- | ------------- | ------------- | -------------------- | -------------------- | ------------- |
| 1.    | 5. července  | Leeds – Harrogate                            | 191 km        |               | Rovinatá etapa       | Marcel Kittel        |               |
| 2.    | 6. července  | York – Sheffield                             | 198 km        |               | Kopcovitá etapa      | Vincenzo Nibali      |               |
| 3.    | 7. července  | Cambridge – Londýn                           | 159 km        |               | Rovinatá etapa       | Marcel Kittel        |               |
| 4.    | 8. července  | Le Touquet-Paris-Plage – Lille               | 164 km        |               | Kopcovitá etapa      | Marcel Kittel        |               |
| 5.    | 9. července  | Ypry – Arenberg Porte du Hainaut             | 156 km        |               | Rovinatá etapa       | Lars Boom            |               |
| 6.    | 10. července | Arras – Reims                                | 194 km        |               | Rovinatá etapa       | André Greipel        |               |
| 7.    | 11. července | Épernay – Nancy                              | 233 km        |               | Rovinatá etapa       | Matteo Trentin       |               |
| 8.    | 12. července | Tomblaine – Gérardmer La Mauselaine          | 161 km        |               | Kopcovitá etapa      | Blel Kadri           |               |
| 9.    | 13. července | Gérardmer – Mylhúzy                          | 166 km        |               | Kopcovitá etapa      | Tony Martin          |               |
| 10.   | 14. července | Mylhúzy – La Planche des Belles Filles       | 161 km        |               | Horská etapa         | Vincenzo Nibali      |               |
|       | 15. července | Den odpočinku                                | Den odpočinku | Den odpočinku | Den odpočinku        | Den odpočinku        | Den odpočinku |
| 11.   | 16. července | Besançon – Oyonnax                           | 186 km        |               | Kopcovitá etapa      | Tony Gallopin        |               |
| 12.   | 17. července | Bourg-en-Bresse – Saint-Étienne              | 183 km        |               | Rovinatá etapa       | Alexander Kristoff   |               |
| 13.   | 18. července | Saint-Étienne – Chamrousse                   | 200 km        |               | Horská etapa         | Vincenzo Nibali      |               |
| 14.   | 19. července | Grenoble – Risoul                            | 177 km        |               | Horská etapa         | Rafał Majka          |               |
| 15.   | 20. července | Tallard – Nîmes                              | 222 km        |               | Rovinatá etapa       | Alexander Kristoff   |               |
|       | 21. července | Den odpočinku                                | Den odpočinku | Den odpočinku | Den odpočinku        | Den odpočinku        | Den odpočinku |
| 16.   | 22. července | Carcassonne – Bagnères-de-Luchon             | 237 km        |               | Horská etapa         | Michael Rogers       |               |
| 17.   | 23. července | Saint-Gaudens – Saint-Lary-Soulan Pla d’Adet | 125 km        |               | Horská etapa         | Rafał Majka          |               |
| 18.   | 24. července | Pau – Hautacam                               | 145 km        |               | Horská etapa         | Vincenzo Nibali      |               |
| 19.   | 25. července | Maubourguet Pays du Val d’Adour – Bergerac   | 208 km        |               | Rovinatá etapa       | Ramūnas Navardauskas |               |
| 20.   | 26. července | Bergerac – Périgueux                         | 54 km         |               | Individuální časovka | Tony Martin          |               |
| 21.   | 27. července | Évry – Paříž                                 | 136 km        |               | Rovinatá etapa       | Marcel Kittel        |               |

## Etapy

### 1. etapa
Jela se za slunečného počasí, s teplotou kolem 19 stupňů, za obrovského zájmů diváků. Hned po startu se vytvořil únik, který vyprovokoval Jens Voigt z týmu Trek Factory Racing. Do cíle chybělo 59 kilometrů a peloton byl opět pohromadě. Nervozita a napětí začala až dva kilometry před cílem. Týmy spurtérů se tlačily na čelo, aby svým lídrům vybojovali co nejlepší pozice. V cílové rovince došlo k pádu Marka Cavendishe z týmu Omega Pharma-Quickstep a Simona Gerranse z týmu Orica Green Edge, když se snažil propracovat na pozici ke spurtu. Mark Cavendish si zlomil klíční kost a v Tour de France nepokračuje. V závěrečném spurtu byl nejlepší Marcel Kittel z týmu Giant-Shimano před Petrem Saganem z týmu Cannondale.

### 2. etapa
Trasa závodu se jela krásnou krajinou severní Anglie, kde z každé části promlouvá historie. Zájem fanoušků cyklistiky je obrovský, trať podél závodu byla jimi doslova obsypána. Hned po startu se vytvořil únik s 6 závodníky. Do cíle chybělo ještě 62 kilometrů a závodníci byli pelotonem dojeti, ale stále ještě tři zůstali v úniku. Nakonec zůstal osamocen Blel Kadri z týmu AG2R. Neustále docházelo během výstupů na kopce k únikům, ale také k postupnému propadání se majitele žlutého trikotu, Marcela Kittela z Giant – Shimano. Na cyklisty čekal poslední výstup pět kilometrů před cílem, na VC – Cote de Jenkin Road. O únik se pokusil 2 kilometry před cílem Peter Sagan, ale neodhadl síly a dojel ho peloton. Nejlépe využil taktického zápolení Vincenzo Nibali, který dojel osamoceně do cíle. Stal se celkovým lídrem závodu a vytvořil si mírný náskok před dalšími favority.

### 3. etapa
Start proběhl v Cambridge, univerzitním městě 80 kilometrů severovýchodně od britské metropole. Hned v úvodu se do úniku vrhli dva jezdci. K radosti českých barev byl jedním z nich Jan Bárta z týmu NetApp a společnost mu dělal Jean-Marc Bideau z týmu Bretagne-Séché Environnement. Přibližně 30 kilometrů před cílem byl pád, ve kterém byl i Andy Schleck z Trek Factory Racing, který již v celkové klasifikaci ztrácí přes dvě minuty na Nibaliho. Londýn přivítal závodníky svoji typickou tváří – průtrž mračen znamenala dojezd na mokré trati. Necelých 9 kilometrů před cílem za to vzal Jan Bárta, vydal se na sólovou jízdu a hlasitě si říkal o primát největšího bojovníka dne. Dostižen byl už o 3 kilometry později. Nejrychlejší ve spurtu byl Němec Marcel Kittel před Peterem Saganem. Žlutý trikot si udržel Vincenzo Nibali.

### 4. etapa
Na začátku etapy se překvapivě hned na první pokus oddělila dvojice cyklistů Španěl Luis Angel Mate Mardones a Francouz Thomas Voeckler, Krátce po začátku etapy postihl pád i loňského vítěze Chrise Frooma. Do problémů se dostal i Michal Kwiatkovski. Po několika kilometrech se všichni opět sjeli. Tvrdé tempo však pokračovalo a 15 km před cílem byli dojeti i uprchlíci. O vítězi se rozhodovalo v hromadném dojezdu. Kilometr před cílem se dostal na špici Luca Paolini a 300 m před cílem vypustil svého sprintera Alexandra Kristoffa, který jen těsně prohrál s Marcelem Kittelem. Celkově stále vede Vincenzo Nibali.

### 5. etapa
Etapa začala za deštivého a větrného počasí na belgických ne právě prvotřídních, ale pořád ještě silnicích. Na nich se oddělil první únik, čítající devět jmen. Po 35 kilometrech přišla první významnější událost z hlediska celkového pořadí, když druhý den v řadě zkoušel tvrdost asfaltu Chris Froom. Na peloton ztratil víc než minutu. O další pády se postaral Van Garderen i Valverde, kteří se před prvním pavé úsekem museli s týmovými kolegy vracet do pelotonu, načež opět spadl Chris Froome a tentokrát to byl pád osudový. Na třetím úseku kostek přišel dramaticky vypadající kotrmelec Van Den Broecka a upadl také Andrew Talansky. Do útoku se vydal Belkin Pro Cycling Team s Boomem a Vanmarckem, jež se jala stíhat Astana Pro Team s Nibalim. S tím se držel i Sagan a Cancellara. Čelní skupina se na čtvrtém a pátém úseku drobila a zase spojovala, i přes viditelnou bolest se v ní držel Nibali. Neuvěřitelnou práci odváděli i jeho kolegové Fuglsang a Westra. Astana Pro Team šokovala okolí a spolu s Boomem ujeli zbytku závodníků. Vzadu se marně snažili stíhat Sagan a Cancellara. Boom na začátku pasáže nasadil tempo a posledních pět kilometrů odjel vítězně komplet na čele. Nibali s Fuglsangem se dlouho drželi na dosah, přesto zaostali v cíli o 19 sekund a pohodlně předčili stíhající skupinu, v níž si dospurtoval pro čtvrté místo Sagan. Za jejich zády zavládl až na členy Belkin Pro Cycling Team a Astana Pro Team chmur a zmatek. Contador, Talansky, Porte, Mollema,.. – všichni byli nuceni o minimalizaci ztráty.

### 6. etapa
Celá 6. etapa, která vede z Arrasu do Remeše, je po celé délce převážně za rovinatou etapu. Již od startu na dráze jemně mrholilo. Po začátku etapy se 4 jezdci Tom Leezer, Luis Mate, Jerome Pineau a Arnaud Gerard dostali rychle do čela a povedlo se jim uniknout pelotonu. Okolo 20 km před cílem se začali ukazovat sprinteři. Do čela se dostal tým Omega Pharma-Quickstep. Chvíli potom se nám ukázala opravdová poziční bitva. Poslední ze dvou unikajících jezdců Mate a Pineau se nemohli dohodnout, kdo pojede první. Soupeřili mezi sebou a nakonec vyjel Mate. Když se objevilo posledních 10 km, tak to stálo opravdu za to. Všichni jezdci do toho začali dávat vše co se v nich našlo. Uprchlíci již byli dojeti. Náhle se nám tu objevilo překvapení, když se pokusil Michał Kwiatkowski o atak. Avšak jeho snaha byla marná. Do cíle dorazil jako nejrychlejší jezdec v hromadném dojezdu André Greipel. Celkově stále vede Vincenzo Nibali.

### 7. etapa
Závodníci před sebou měli 234,5 kilometrů dlouhou cestu vedoucí z Épernay do Nancy. První nástup se zrodil 10 kilometrů po startu, kdy se dopředu vydala dvojice Huzarski z Team NetApp-Endura a Elmiger z IAM Cycling a podpořena ještě o 4 závodníky. Mezitím se náskok uprchlíků nadále tenčil. Proto se do samostatného úniku zkusil vydat Edet, avšak neúspěšně. Štěstí měla až dvojice Huzarski s Elmigerem 45 kilometrů před cílem. Jejich společná cesta skončila o 25 kilometrů později. Na první vrchařské prémii sršel aktivitou Thomas Voeckler, ale síla pelotonu byla drtivá. Ve sjezdu z první vrchařské prémie spad Tejay van Garderen, který v cíli stratil 63 sekund na vítěze. Na začátku druhého kopce zkusil zaútočit Peter Sagan s Gregem van Avermaetem. Velmi aktivní byl tentokrát i Leopold König z Team NetApp-Endura, který se ocitl na čele skupiny dohánějící vedoucí duo. Na cílové rovince ho zbrzdil pád, kdy už bylo pole zpátky pohromadě a v popředí se rozhořela bitva o etapový primát. Ten nakonec získal velice těsným rozdílem Matteo Trentin z týmu Omega Pharma – Quick-Step před Peterem Saganem.

### 8. etapa
Na začátku se závodilo v prudkém tempu, v jehož zadní části se ocitl třeba Andrew Talansky. Nakonec se po částech dostal dopředu únik ve složení Terpstra, Chavanel, Petit, Kadri. V pelotonu nikdo se jelo klidně. Až na posledních padesáti kilometrech začal peloton významněji zrychlovat. Vepředu jela Kaťuša, Belkin a vše nadále bedlivě střežila Astana. Později se přidal i Garmin. Na úpátí prvního stoupání se náskok vedoucí skupiny smrskl na pět minut, když dění pevně do svých rukou vzal Tinkoff. Na čele závodu zaregistroval nebezpečně se přibližující peloton Chavanel. Jeho nástup zachytil jen Kadri, bojující o puntíkatý dres, a následně jezdci IAM sám nastoupil. Na vrcholu Col de Grosse Pierre ztrácelo torzo pelotonu pod čtyři minuty, což ovšem deset kilometrů před cílem málo trápilo vedoucího Blela Kadriho, nového krále hor. To už Kadri najížděl na finální dvoukilometrovou stojku, na níž měl jisté vítězství; stačilo jen dojet. Tempo Tinkoffu a Movistaru rozbilo nadobro pojem skupiny, ale Valverde překvapivě vůbec nestačil a ještě dříve odpadl i Van Den Broeck. Nástup Contadora stíhal pouze Nibali a s malým odstupem Porte. Až v samém závěru, ale přece se Contadorovi podařilo odpojit Nibaliho.

### 9. etapa
Ve 170 km dlouhé horské etapě překvapivě zvítězil Němec Tony Martin. Ten se vydal do úniku již na 12. kilometru, spolu s ním se utrhl Ital De Marchi z týmu Cannondale. Chvíli po uprchlících se z pelotonu oddělila početná skupina pronásledovatelů, v níž nechyběl Joachim Rodríguez, Pierre Rolland a Tony Gallopin. Zhruba po osmdesáti kilometrech se Tony Martin utrhl De Marchimu a sám vyjel na poslední horskou prémii dne, a to dokonce rychleji, než jeho pronásledovatelé z druhé skupiny, v niž se doslova spurtovalo o body do vrchařské soutěže. Na hlavní peloton, který do cíle jako první dovedl Švýcar Fabian Cancellara, najel Martin skoro tři minuty. Tony Martin se tak po etapě převlékl do puntíkovaného trikotu pro nejlepšího vrchaře. V pelotonu mezitím Astana rozjela své taktické čachry a úmyslně přenechala žlutý dres Tony Gallopinovi, který si vytvořil náskok zhruba dvou minut na dosavadního lídra Vincenza Nibaliho. Na druhé místo celkové klasifikace se posunul Tiago Machado z týmu Net-App Endura, což byl pro tým pozvaný na divokou kartu obrovský úspěch.

### 10. etapa
Bez nadsázky by se dalo říct, že v královské etapě celé Tour se definitivně lámal chleba. Jako první do úniku vyrazila sedmička vedená Thomasem Voecklerem, Giovanni Viscontim a Lieuwe Westrou. Peloton se od začátku vzdal jakékoliv stíhací jízdy a únik se tak vypravili doplnit Jan Bárta, Joachim Rodríguez a Peter Sagan, kteří dojeli utrhlou sedmičku ještě před první vrchařskou prémií. To zavdalo ke krásnému souboji Rodríguez - Voeckler, v němž byl nakonec úspěšnější domácí jezdec. V pelotonu, který původně ztrácel k pěti minutám, rozjely tempo týmy Cofidis a IAM a ztrátu stáhly o minutu a půl. Z toho neměl velkou radost spurter Arnaud Demare, který odpadl a zbytek etapy musel jet osamoceně. V následném sjezdu vzali za tempo Tony Martin a Michał Kwiatkowski a k nim se přidružila trojice jezdců z týmů IAM a Cofidis. V desetičlenné skupince uprchlíků za to pro změnu vzal Sagan a dojel si pro výhru ve sprinterské prémii a další důležité body v boji o zelený trikot. Sagan ovšem nezamýšlel jet v úniku a s klidem se vrátil k devítičlenné skupince, do které se mezitím znovu dotáhl i Bárta. Na začátku druhého ze sedmi stoupání dne převzal tempo pelotonu Lotto Belisol a stáhl náskok uprchlíků na 2:30. Lieuwe Westra zaregistroval přibližující se peloton a rozhodl se přidat na tempu. Postupně z vedoucí skupinky odpadli Sagan, Irizar a také Bárta. Zajímavé bylo sledovat počínání Andrého Greipela. Německý spurter nejprve odpadl z pelotonu, pak se do něj vrátil a dokonce začal tahat do stoupání Tonyho Gallopina. Na vrcholu stoupání byl tentokrát nejrychlejší Rodríguez. Ve sjezdu se dvě přední skupinky opět sjely dohromady, zatímco v pelotonu se na kluzké silnici začaly dít věci. Nejprve tvrdě políbil zem třetí muž celkového pořadí Tiago Machado a o chvíli později se seznámil s asfaltem i devátý muž pořadí Alberto Contador, který si poranil pravé koleno a nabral ztrátu více než čtyř minut, předjel ho i Demare, a ačkoliv týmy na chvíli povolily tempo, brzy Astaně nezbylo nic jiného, než začít stíhat nebezpečně unikajícího Kwiatkowského, který si na jejích lídra Nibaliho vytvořil náskok více než tři minuty, za což mohl vděčit hlavně robotickému tempu Tonyho Martina. Tento vývoj vůbec nesvědčil Gallopinovi, který ztrácel čím dál více, a trpěl také Contador, jemuž se nedařilo dotáhnout se do pelotonu a nakonec z Tour odstoupil. Tony Martin nadále pokračoval v tempu ničícím jednoho domestika za druhým a peloton během dalšího sjezdu nestáhl jeho náskok ani o sekundu. Nicméně na stoupání na Col des Croix už únik najížděl jen s náskokem něco pod tři minuty díky mohutné stíhací akci Astany, Lotto Belisol a Movistaru. V pelotonu už v té době jelo jen něco kolem padesáti jezdců. Na programu byla extrémně prudká předposlední vrchařská prémie. Ve stoupání nastoupil Kwiatkowski a na chvíli se utrhl, ale body za vrchařskou prémii nakonec získal Rodríguez. "Peloton" o zhruba dvaceti jezdcích vedl Scarponi, ale nebyli už v něm Talansky, Rolland ani Gallopin. V ostrém předfinálním sjezdu se však Scarponi vydal mimo trať a v problémech se octl i Gallopin. Na čele se sjela čtyřka Moinard, Kwiatkowski, Rodríguez, Visconti a hájila náskok minuty a půl na peloton, ovšem Kwiatkowski na nic nečekal a pláchl opět do sóla, jen aby bylo na kraji finálního stoupání na La Planche des Belles Filles ukončeno Rodríguezem. Ten stejně jako v předchozím případě na nástup nejen zareagoval, ale přetavil jej i ve vlastní výhodu. Stále tak živil naději na velký bodový zisk a etapové vítězství v cíli. Proti byla Astana se Scarponim a Fuglsangem. Ti rozjeli dobré tempo, z něhož se pokusil nastoupit Navarro, zanedlouho se však kolem něj prohnal Nibali. Jeho nástup tři kilometry před cílem zůstal mezi ostatními favority bez odezvy a výsledkem bylo jen zformování tří menších stíhacích skupin. První tvořili Pinot, Bardet, Péraud, Valverde, Porte a Van Garderen. Druhou Konig s Nievem. Až za nimi zůstávala ostatní velká jména jako Costa, Schleck, Zubeldia či Mollema, ani nemluvě o Van Den Broeckovi. Na posledním kilometru Nibali pláchl i Rodríguezovi a získal obrovsky cennou výhru. Patnáct sekund za ním dorazil Pinot, třetí nakonec dojel Valverde. Nibali si na čele průběžného pořadí vytvořil náskok přes dvě minuty na Richieho Porta z týmu Sky, a později se ukázalo, že od dnešní etapy až do dojezdu na Champs-Élysées nikoho nepustí do žlutého trikotu.

## Vývoj držení trikotů
| Etapa               | Vítěz etapy          | Celková klasifikace                 | Bodovací soutěže             | Vrchařská soutěž             | Mladý jezdec               | Soutěž týmů                  | Nejaktivnější jezdec                      |
| ------------------- | -------------------- | ----------------------------------- | ---------------------------- | ---------------------------- | -------------------------- | ---------------------------- | ----------------------------------------- |
| 1.                  | Marcel Kittel        | Marcel Kittel                       | Marcel Kittel                | Jens Voigt                   | Peter Sagan                | Team Sky                     | Jens Voigt                                |
| 2.                  | Vincenzo Nibali      | Vincenzo Nibali                     | Peter Sagan                  | Cyril Lemoine                | Peter Sagan                | Team Sky                     | Blel Kadri                                |
| 3.                  | Marcel Kittel        | Vincenzo Nibali                     | Peter Sagan                  | Cyril Lemoine                | Peter Sagan                | Team Sky                     | Jan Bárta                                 |
| 4.                  | Marcel Kittel        | Vincenzo Nibali                     | Peter Sagan                  | Cyril Lemoine                | Peter Sagan                | Team Sky                     | Thomas Voeckler                           |
| 5.                  | Lars Boom            | Vincenzo Nibali                     | Peter Sagan                  | Cyril Lemoine                | Peter Sagan                | Astana Team                  | Lieuwe Westra                             |
| 6.                  | André Greipel        | Vincenzo Nibali                     | Peter Sagan                  | Cyril Lemoine                | Peter Sagan                | Astana Team                  | Luis Ángel Maté                           |
| 7.                  | Matteo Trentin       | Vincenzo Nibali                     | Peter Sagan                  | Cyril Lemoine                | Peter Sagan                | Astana Team                  | Martin Elmiger                            |
| 8.                  | Blel Kadri           | Vincenzo Nibali                     | Peter Sagan                  | Blel Kadri                   | Michał Kwiatkowski         | Astana Team                  | Blel Kadri                                |
| 9.                  | Tony Martin          | Tony Gallopin                       | Peter Sagan                  | Tony Martin                  | Michał Kwiatkowski         | Astana Team                  | Tony Martin                               |
| 10.                 | Vincenzo Nibali      | Vincenzo Nibali                     | Peter Sagan                  | Joaquim Rodríguez            | Romain Bardet              | Ag2r La Mondiale             | Tony Martin                               |
| 11.                 | Tony Gallopin        | Vincenzo Nibali                     | Peter Sagan                  | Joaquim Rodríguez            | Romain Bardet              | Ag2r La Mondiale             | Nicolas Roche                             |
| 12.                 | Alexander Kristoff   | Vincenzo Nibali                     | Peter Sagan                  | Joaquim Rodríguez            | Romain Bardet              | Ag2r La Mondiale             | Simon Clarke                              |
| 13.                 | Vincenzo Nibali      | Vincenzo Nibali                     | Peter Sagan                  | Vincenzo Nibali              | Romain Bardet              | Ag2r La Mondiale             | Alessandro De Marchi                      |
| 14.                 | Rafał Majka          | Vincenzo Nibali                     | Peter Sagan                  | Joaquim Rodríguez            | Romain Bardet              | Ag2r La Mondiale             | Alessandro De Marchi                      |
| 15.                 | Alexander Kristoff   | Vincenzo Nibali                     | Peter Sagan                  | Joaquim Rodríguez            | Romain Bardet              | Ag2r La Mondiale             | Martin Elmiger                            |
| 16.                 | Michael Rogers       | Vincenzo Nibali                     | Peter Sagan                  | Rafał Majka                  | Thibaut Pinot              | Ag2r La Mondiale             | Cyril Gautier                             |
| 17.                 | Rafał Majka          | Vincenzo Nibali                     | Peter Sagan                  | Rafał Majka                  | Thibaut Pinot              | Ag2r La Mondiale             | Romain Bardet                             |
| 18.                 | Vincenzo Nibali      | Vincenzo Nibali                     | Peter Sagan                  | Rafał Majka                  | Thibaut Pinot              | Ag2r La Mondiale             | Mikel Nieve                               |
| 19.                 | Ramūnas Navardauskas | Vincenzo Nibali                     | Peter Sagan                  | Rafał Majka                  | Thibaut Pinot              | Ag2r La Mondiale             | Tom-Jelte Slagter                         |
| 20.                 | Tony Martin          | Vincenzo Nibali                     | Peter Sagan                  | Rafał Majka                  | Thibaut Pinot              | Ag2r La Mondiale             | —                                         |
| 21.                 | Marcel Kittel        | Vincenzo Nibali                     | Peter Sagan                  | Rafał Majka                  | Thibaut Pinot              | Ag2r La Mondiale             | —                                         |
| Konečné pořadí 2014 | Konečné pořadí 2014  | Celková klasifikace Vincenzo Nibali | Bodovací soutěže Peter Sagan | Vrchařská soutěž Rafał Majka | Mladý jezdec Thibaut Pinot | Soutěž týmů Ag2r La Mondiale | Nejaktivnější jezdec Alessandro De Marchi |

## Konečné pořadí
|      | Jezdec                 | Tým                     | Čas          |
| ---- | ---------------------- | ----------------------- | ------------ |
| 1.   | Vincenzo Nibali        | Astana Pro Team         | 89h 59' 06"  |
| 2.   | Jean-Christophe Péraud | Ag2r La Mondiale        | + 07' 37"    |
| 3.   | Thibaut Pinot          | FDJ                     | + 08' 15"    |
| 4.   | Alejandro Valverde     | Movistar Team           | + 09' 40"    |
| 5.   | Tejay van Garderen     | BMC Racing Team         | + 11' 24"    |
| 6.   | Romain Bardet          | Ag2r La Mondiale        | + 11' 26"    |
| 7.   | Leopold König          | Team NetApp-Endura      | + 14' 32"    |
| 8.   | Haimar Zubeldia        | Trek Factory Racing     | + 17' 57"    |
| 9.   | Laurens Ten Dam        | Belkin Pro Cycling Team | + 18' 11"    |
| 10.  | Bauke Mollema          | Belkin Pro Cycling Team | + 21' 15"    |
| Češi |                        |                         |              |
| 71.  | Jan Bárta              | Team NetApp-Endura      | + 03h 07' 18 |

|      | Jezdec               | Tým                     | Body |
| ---- | -------------------- | ----------------------- | ---- |
| 1.   | Peter Sagan          | Cannondale Pro Cycling  | 431  |
| 2.   | Alexander Kristoff   | Kaťuša Team             | 282  |
| 3.   | Bryan Coquard        | Team Europcar           | 271  |
| 4.   | Marcel Kittel        | Giant-Shimano           | 222  |
| 5.   | Mark Renshaw         | Omega Pharma-Quick Step | 211  |
| 6.   | Vincenzo Nibali      | Astana Pro Team         | 182  |
| 7.   | André Greipel        | Lotto Belisol           | 169  |
| 8.   | Ramūnas Navardauskas | Garmin Sharp            | 157  |
| 9.   | Greg Van Avermaet    | BMC Racing Team         | 153  |
| 10.  | Samuel Dumoulin      | Ag2r La Mondiale        | 117  |
| Češi |                      |                         |      |
| 40.  | Leopold König        | Team NetApp-Endura      | 49   |
| 52.  | Jan Bárta            | Team NetApp-Endura      | 38   |

|      | Jezdec                 | Tým                    | Body |
| ---- | ---------------------- | ---------------------- | ---- |
| 1.   | Rafał Majka            | Team Tinkoff-Saxo      | 181  |
| 2.   | Vincenzo Nibali        | Astana Pro Team        | 168  |
| 3.   | Joaquim Rodríguez      | Kaťuša Team            | 112  |
| 4.   | Thibaut Pinot          | FDJ                    | 89   |
| 5.   | Jean-Christophe Péraud | Ag2r La Mondiale       | 85   |
| 6.   | Alessandro De Marchi   | Cannondale Pro Cycling | 78   |
| 7.   | Thomas Voeckler        | Team Europcar          | 61   |
| 8.   | Giovanni Visconti      | Movistar Team          | 54   |
| 9.   | Alejandro Valverde     | Movistar Team          | 48   |
| 10.  | Tejay van Garderen     | BMC Racing Team        | 48   |
| Češi |                        |                        |      |
| 12.  | Leopold König          | Team NetApp-Endura     | 44   |

|     | Jezdec             | Tým                    | Čas           |
| --- | ------------------ | ---------------------- | ------------- |
| 1.  | Thibaut Pinot      | FDJ                    | 90h 07' 21"   |
| 2.  | Romain Bardet      | Ag2r La Mondiale       | + 03' 11"     |
| 3.  | Michał Kwiatkowski | Omega Pharma-Quickstep | + 01h 13' 40" |
| 4.  | Tom Dumoulin       | Giant-Shimano          | + 01h 39' 45" |
| 5.  | Jon Izagirre       | Movistar Team          | + 01h 52' 35" |
| 6.  | Rafał Majka        | Team Tinkoff-Saxo      | + 02h 09' 38" |
| 7.  | Rudy Molard        | Cofidis                | + 02h 26' 07" |
| 8.  | Ben King           | Garmin Sharp           | + 02h 33' 44" |
| 9.  | Tom-Jelte Slagter  | Garmin Sharp           | + 02h 41' 05" |
| 10. | Peter Sagan        | Cannondale Pro Cycling | + 02h 44' 37" |

### Klasifikace týmů
|     | Tým                     | Čas           |
| --- | ----------------------- | ------------- |
| 1.  | Ag2r La Mondiale        | 270h 27' 02"  |
| 2.  | Belkin Pro Cycling Team | + 34' 46"     |
| 3.  | Movistar Team           | + 01h 06' 10" |
| 4.  | BMC Racing Team         | + 01h 07' 51" |
| 5.  | Team Europcar           | + 01h 34' 57" |
| 6.  | Astana Pro Team         | + 01h 36' 27" |
| 7.  | Team Sky                | + 01h 40' 36" |
| 8.  | Trek Factory Racing     | + 02h 06' 00" |
| 9.  | FDJ                     | + 02h 30' 37" |
| 10. | Lampre-Merida           | + 02h 32' 46" |